# Gamma Canis Minoris
Gamma Canis Minoris (γ Canis Minoris, förkortat Gamma CMi, γ CMi) som är stjärnans Bayerbeteckning, är en dubbelstjärna belägen i den mellersta delen av stjärnbilden Lilla hunden. Den har en kombinerad skenbar magnitud på 4,33 och är synlig för blotta ögat där ljusföroreningar ej förekommer. Baserat på parallaxmätning inom Hipparcosuppdraget på ca 10,3 mas, beräknas den befinna sig på ett avstånd på ca 320 ljusår (ca 98 parsek) från solen.

## Egenskaper
Primärstjärnan Gamma Canis Minoris A är en orange jättestjärna av spektralklass K3 III Fe-0,5. Den har en massa som är ca 90 procent större än solens massa, en radie som är ca 37 gånger större än solens och utsänder från dess fotosfär ca 320 gånger mera energi än solen vid en effektiv temperatur på ca 4 000 K.
Som en spektroskopisk dubbelstjärna har Gamma Canis Minoris en omloppsperiod på 389,31 dygn, och en excentricitet på 0,25586. De ingående stjärnornas varierande radiella hastighet upptäcktes av H. M. Reese 1902 vid Lick Observatory. Båda komponenterna är utvecklade jättestjärnor av spektraltyp K, troligen i början av sin uppstigning längs den röda jättegrenen.